# Tsamaya
Tsamaya is een dorp in het district North-East in Botswana. De plaats telt 2387 inwoners (2011).